# Rittergut Wettbergen

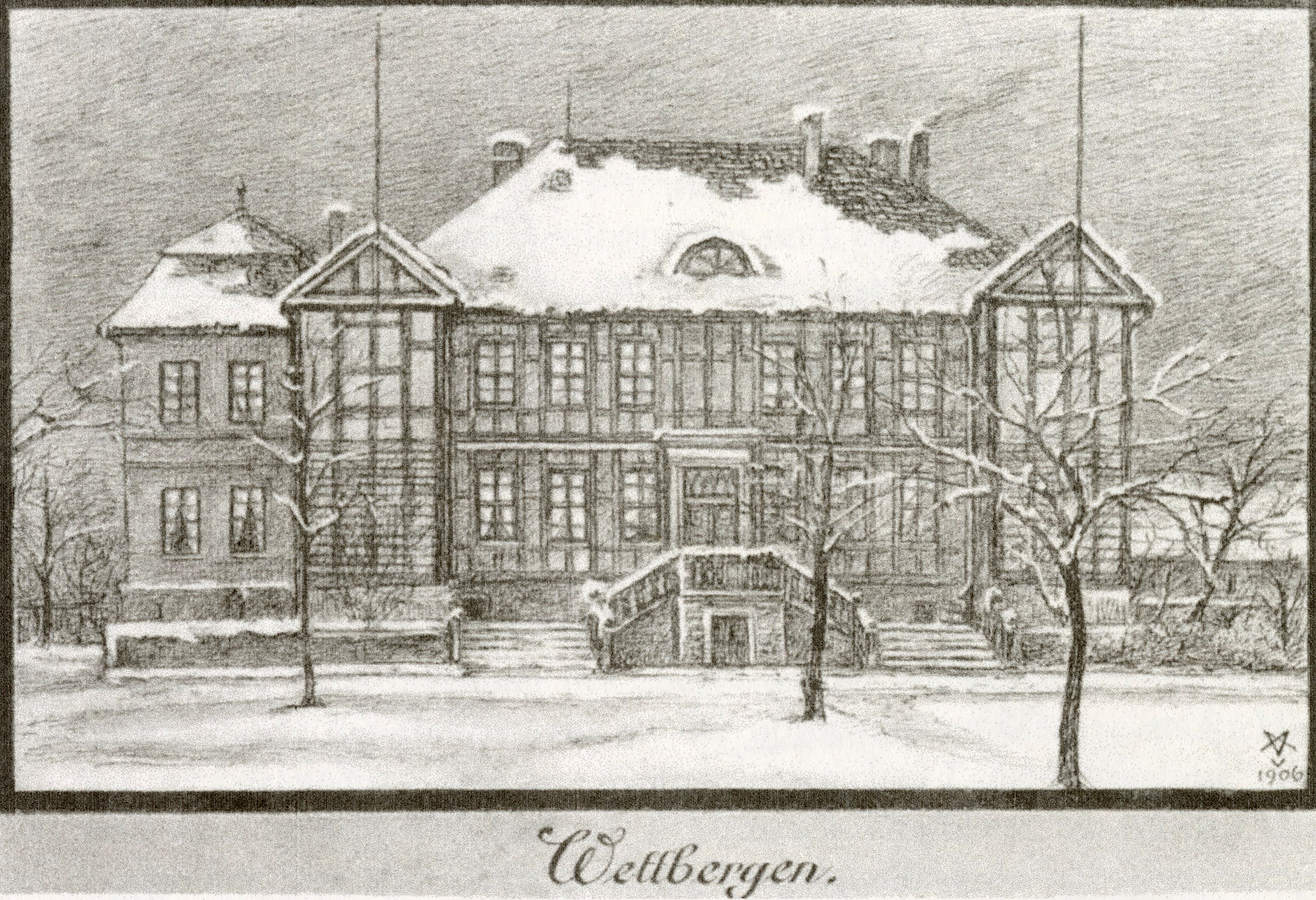
Das palaisartige Herrenhaus vom Edelhof Wettbergen;
1906 datierte Zeichnung von unbekannter Hand

Das Rittergut Wettbergen war ein adeliges, landtagsfähiges Gut im Bereich des heutigen Stadtteils Wettbergen der Stadt Hannover.

## Geschichte
Der Gutshof in Wettbergen erscheint schon 1334 in Verbindung mit der Familie von Alten, ging im 17. Jahrhundert in Fremdbesitz über und wurde 1885 von der Lindener Linie derer von Alten zurückerworben. Seither wurde es als Zubehör des Ritterguts Linden geführt und erheblich erweitert. 1967 verkaufte Volkmar von Alten den Grundbesitz bis auf einen Restbestand von 10 Hektar als Bauland. Im Zuge eines Neubauvorhabens in Wettbergen wurde im Jahr 1969 auch das um 1790 im Stil der italienischen Renaissance errichtete Castrum des Edelhof genannten Ritterguts abgerissen. Die Eigentümerfamilie übernahm stattdessen 1969 das Gut Söderhof.